# Gatschkopf
Gatschkopf är ett berg i Österrike.   Det ligger i distriktet Landeck och förbundslandet Tyrolen, i den västra delen av landet, 500 km väster om huvudstaden Wien. Toppen på Gatschkopf är 2 945 meter över havet, eller 114 meter över den omgivande terrängen. Bredden vid basen är 0,66 km.
Terrängen runt Gatschkopf är huvudsakligen bergig. Närmaste större samhälle är Landeck, 6,8 km sydost om Gatschkopf. 
Trakten runt Gatschkopf består i huvudsak av gräsmarker. Runt Gatschkopf är det ganska glesbefolkat, med 27 invånare per kvadratkilometer.